# Brachygluta floridana
Brachygluta floridana är en skalbaggsart som först beskrevs av Brendel 1865.  Brachygluta floridana ingår i släktet Brachygluta och familjen kortvingar. Inga underarter finns listade i Catalogue of Life.